# Classe 600 serie Perla
La classe 600 serie Perla era una classe di sommergibili costieri italiani. Impostata nel 1935, terza serie della Serie 600, le dieci unità dal nome di minerali furono impiegate durante la seconda guerra mondiale.
Durante la guerra di Spagna l'Iride e l'Onice vennero “prestati” alla marina falangista, prendendo il nome rispettivamente di Gonzáles López e Aguilar Tablada, nell'ambito degli aiuti italiani al regime di Franco.
Queste unità ottennero alcuni successi, come l'affondamento dell'incrociatore inglese Bonaventure  (pennant number 31) della classe Dido da parte dell'Ambra, e vari affondamenti ai danni del naviglio mercantile.
Due battelli della classe, Iride ed Ambra furono trasformati per il trasporto di mezzi di assalto subacquei. L'Iride affondò nel 1940 durante il primo tentativo fallito di assalto alla base di Alessandria.
Una vera impresa fu il trasferimento del Perla dalla base di Massaua, in Eritrea, che stava per cadere insieme al resto dell'Africa Orientale Italiana per mano delle truppe inglesi fino alla base atlantica di Betasom, a Bordeaux, effettuata attraverso la circumnavigazione del continente africano e successivamente il rientro nel mar Mediterraneo attraverso lo stretto di Gibilterra.

## Unità

### Ambra
Impostato il 28 agosto 1935 nei cantieri Odero-Terni-Orlando di La Spezia, fu varato il 28 maggio 1936 ed entrò in servizio il 4 agosto dello stesso anno. Il 16 dicembre 1941 fu sottoposto a ben dodici ore di caccia antisommergibile da parte di due navi britanniche, riuscendo tuttavia ad allontanarsi incolume. Alle 2.44 del 31 marzo 1941, al comando del t.v. Mario Arillo, lanciò tre siluri contro il moderno incrociatore britannico HMS Bonaventure (forse in precedenza danneggiato da un altro sommergibile, il Dagabur) che, colpito, affondò portando con sé 23 ufficiali e 115 marinai. Fra marzo e aprile 1942 fu convertito in sommergibile «avvicinatore» di mezzi d'assalto. Il 29 aprile 1942 partì per la sua prima missione (operazione «G.A. 4»): un attacco di SLC alla base di Alessandria d'Egitto. Dopo una tappa a Lero, il sommergibile giunse ad Alessandria il 14 maggio e rilasciò i due SLC. Causa però un errore di calcolo della posizione, l’Ambra si venne a trovare in un punto differente da quello previsto, e gli SLC, non trovando l'imboccatura del porto, dovettero essere abbandonati dai due equipaggi, che furono poi catturati. Il 4 dicembre 1942 l’Ambra lasciò La Spezia per la sua seconda missione da avvicinatore, l'operazione «N.A. 1»: un attacco con SLC e «uomini Gamma» (subacquei incursori) contro il porto di Algeri. Il 7 dicembre il sommergibile raggiunse la zona di Algeri e quattro giorni dopo, migliorate le condizioni meteomarine, poté rilasciare i «Gamma» e gli SLC. Il comandante Arillo volle poi trattenersi a lungo in zona per recuperare gli incursori, ma questi al ritorno non trovarono (prevedibilmente) il sommergibile e furono tutti catturati; l'operazione si concluse comunque con un successo, dato che vennero affondati i piroscafi Ocean Vanquisher (7174 tsl) e Berto (1493 tsl), e due altri grossi mercantili, l’Empire Centaur (7041 tsl) e l’Armattan (4558 tsl) subirono gravi danni. La terza e ultima missione dell’Ambra si svolse durante la campagna di Sicilia: nella notte del 17-18 luglio 1943 il sommergibile, con a bordo tre barchini esplosivi MTR, si portò nei pressi di Siracusa per attaccare le navi ormeggiate in zona, ma fu individuato da un aereo antisommergibile e colpito con bombe di profondità. Gravemente danneggiato, il sommergibile dovette essere rimorchiato a Napoli dalla torpediniera Partenope; dopo riparazioni provvisorie, si trasferì a La Spezia il 27 luglio. All'armistizio si trovava ancora in riparazione e si autoaffondò; recuperato dai tedeschi, fu affondato nel porto da un attacco aereo nel 1944.

### Berillo
Impostato il 14 settembre 1935 nei CRDA di Monfalcone, fu varato il 14 giugno 1936 ed entrò in servizio il 5 agosto dello stesso anno. Come altre unità, prese clandestinamente parte alla guerra di Spagna effettuando tre missioni; durante una di queste si verificarono 45 fra avvistamenti e manovre d'attacco ma con un solo (e infruttuoso) lancio di due siluri contro un mercantile. Durante la seconda guerra mondiale fu assegnato alla XIII Squadriglia Sommergibili; svolse cinque missioni navigando per 4298 miglia. Verso le tre del 2 ottobre 1941 avvistò i cacciatorpediniere Havock e Hasty, contro i quali lanciò inutilmente due siluri; fu colpito con bombe di profondità e costretto ad emergere e autoaffondarsi. Ci furono due vittime (il secondo capo Alberto Maya ed il sergente Sebastiano Parodi), mentre gli altri 45 membri dell'equipaggio – fra cui il comandante t.v. Camillo Milesi Ferretti – furono fatti prigionieri.

### Corallo
Impostato nei CRDA di Monfalcone il 1º ottobre 1935, fu varato il 2 agosto 1936 ed entrò in servizio il 26 settembre del medesimo anno. Durante la seconda guerra mondiale fu inquadrato nella 72ª Squadriglia Sommergibili. Il 17 settembre 1940, al comando del c.c. Loris Albanese, avvistò la portaerei HMS Illustrious, la corazzata HMS Valiant e i cinque cacciatorpediniere della scorta; lanciò due siluri contro l’Illustrious e sentì due violenti scoppi, ma non sono mai stati confermati danneggiamenti. La reazione britannica – bombardamento con cariche di profondità per tre ore – procurò vari danni e una vittima (il capo silurista Angelo Bianchi) al Corallo, e quando il sommergibile venne in superficie il t.v. Alfredo Gatti, comandante in seconda, non riuscì a regolare la pressione all'apertura di un portello e fu espulso dalla pressione, scomparendo in mare. Il 28 aprile 1942 il Corallo affondò a cannonate due motovelieri tunisini: la goletta Dar es Salaam (138 tsl) e lo sciabecco Tunis (41 tsl), mentre il 7 giugno ebbe eguale sorte il motoveliero Hady M'Hamed (26 tsl); gli equipaggi delle tre piccole imbarcazioni furono tutti presi a bordo del sommergibile. Nella notte del 13 dicembre 1942, a circa quattordici miglia da Bougie, fu individuato da quattro fregate inglesi che secondo alcune fonti lo colpirono con le artiglierie mentre cercava di immergersi, secondo altre lo costrinsero all'emersione danneggiandolo con bombe di profondità; comunque fosse stato, al termine dello scontro il Corallo fu speronato dalla fregata Enchantress (che a sua volta si procurò gravi danni) e affondò assieme all'intero equipaggio (il comandante t.v. Guido Guidi, 5 altri ufficiali e 43 fra sottufficiali e marinai).

### Diaspro
Impostato il 21 settembre 1935, fu varato il 5 luglio 1936 ed entrò in servizio il 22 agosto dello stesso anno. Come altre unità, partecipò clandestinamente alla guerra di Spagna: in una prima missione nel Canale di Sicilia svolse 25 manovre d'attacco con però due soli (ed inutili) lanci. Il 1º settembre 1937, al comando del c.c. Giuseppe Mellina lanciò due siluri contro la nave cisterna britannica Woodford da 6987 tsl; la nave evitò gli ordigni e tentò di speronare il Diaspro, ma il sommergibile lanciò contro la petroliera altri due siluri, che la affondarono. Nell'agosto 1940 riuscì a portarsi nei pressi della Forza H britannica ma non poté attaccare perché attaccato da velivoli della portaerei Ark Royal. Il 22 luglio 1941 attaccò nuovamente la Forza H nel corso dell'operazione inglese Substance: lanciò quattro siluri contro degli incrociatori e altri due contro una corazzata ed una portaerei. Furono avvertite le esplosioni degli ultimi due siluri, ma non risultano danneggiamenti; secondo fonte inglese il cacciatorpediniere australiano Nestor avvistò i primi ordigni e diede l'allarme, mentre gli ultimi due siluri – regolati per passare ad una quota profonda, per colpire un'unità di grandi dimensioni – transitarono sotto la chiglia del caccia senza scoppiare. Il 29 settembre 1941 il sommergibile lanciò due siluri contro un gruppo di unità britanniche, mancando di poco il cacciatorpediniere Gurkha. Il 20 ottobre 1941 avvistò le navi della Forza K (una formazione leggera britannica specializzata negli attacchi ai convogli italiani per la Libia) ma non poté attaccarle per la troppa distanza. Nel novembre 1942 attaccò una motonave con il lancio infruttuoso di cinque siluri; in dicembre non ebbe ugualmente risultato il forzamento del porto di Bona. Il 18 agosto 1943 attaccò, ancora una volta inutilmente, due cacciatorpediniere britannici al largo di Stromboli; analogamente infruttuoso, l'indomani, fu un nuovo lancio di quattro siluri (anche se furono udite due esplosioni). All'armistizio diresse a Bona per consegnarsi agli Alleati, ma fu costretto a riparare su Cagliari da problemi meccanici. Fino ad allora aveva svolto 53 missioni di guerra, con 806 giorni di navigazione e 25.402 miglia percorse. Durante la cobelligeranza effettuò 59 missioni, di cui 48 addestrative, con 4030 miglia nautiche percorse; in una missione (dal 17 al 23 agosto 1944) fu impiegato per lo sbarco di agenti a Zante e Cefalonia. Il 1º febbraio 1948 fu radiato e quindi avviato alla demolizione; nel corso della guerra fra il suo equipaggio vi era stata una sola vittima, il sergente Gaetano Loffredo.

### Gemma
Impostato nei cantieri Odero Terni Orlando di La Spezia il 28 agosto 1935, fu varato il 28 maggio 1936 ed entrò in servizio il 4 agosto dello stesso anno. Inquadrato nella XXXV Squadriglia Sommergibili, prese clandestinamente parte alla guerra di Spagna con una sola missione. Trasferito in Mar Rosso, nel 1939 svolse, assieme al gemello Perla, un lungo viaggio nell'Oceano Indiano per verificare le capacità delle unità in tali zone. Trasferito alla XIV Squadriglia e poi alla XIII, durante la seconda guerra mondiale fu di base a Lero. Svolse quattro infruttuose missioni; durante la quarta (e ultima) s'incrociò con il sommergibile Tricheco. Causa un tragico errore, nessuno dei due sommergibili era stato avvertito della presenza dell'altro: così il comandante del Tricheco, pensando che l'altra unità fosse nemica, ordinò il lancio di due siluri da breve distanza. Colpito, il Gemma s'inabissò all'istante in posizione 35°30' N e 27°18' E, con la morte dell'intero equipaggio (il comandante c.c. Guido Cordero di Montezemolo, 4 altri ufficiali e 39 fra sottufficiali e marinai).

### Iride

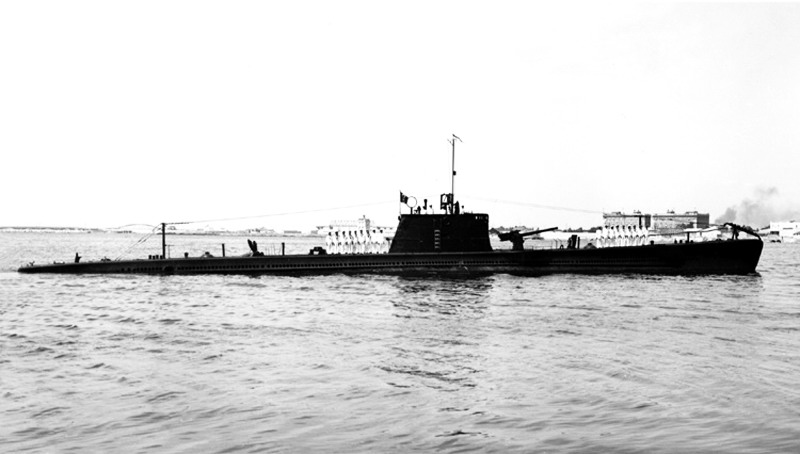
L'Iride

Impostato nei cantieri Odero Terni Orlando di La Spezia il 3 settembre 1935, fu varato il 30 luglio 1936 ed entrò in servizio il 6 novembre dello stesso anno. Inizialmente aveva nome Iris. Partecipò clandestinamente alla guerra di Spagna ed il 30 agosto 1937 lanciò un siluro contro il cacciatorpediniere britannico Havock, scambiato per un'unità spagnola. L’Havock, evitato il siluro, bombardò poi per ben nove ore – assieme ai sezionari Hardy, Hasty, Hereward e Hyperion con i quali formava la 2° Destroyer Flotilla britannica – l’Iride con cariche di profondità, senza tuttavia causargli danni gravi; l'incidente creò una certa tensione fra Italia e Regno Unito. Dal settembre 1937 l’Iride, con sigla L. 3 e nome Gonzáles López, prestò servizio per alcuni mesi nella Legione spagnola. Durante questo periodo si ebbe un incidente simile a quello dell’Havock: il caccia britannico Basilisk fu mancato di poco da un siluro. Il caso non è mai stato chiarito con certezza e il comando stesso della Royal Navy ritenne che semplicemente le vedette del Basilisk avessero scambiato scie di delfini con quella di un siluro. Nel 1968, tuttavia, il comandante dell’Iride al momento dei fatti, Junio Valerio Borghese, sostenne di essere stato l'attaccante del Basilisk e di avere anche ricevuto una dura reazione, che gli aveva causato due morti e quattro feriti; tale versione non è però suffragata da prove. All'inizio della seconda guerra mondiale l’Iride fu scelto come avvicinatore per il primo attacco con SLC contro Alessandria d'Egitto (operazione «G.A. 1») e munito di appositi supporti per il trasporto dei mezzi (tale sistema, che consentiva una tenuta massima di 30 metri, non si rivelò il più adeguato e fu infatti rimpiazzato, sui sommergibili Ambra, Gondar e Scirè, da appositi cilindri che consentivano una profondità tripla e maggiore praticità). Il 12 agosto 1940 l’Iride, al comando del t.v. Francesco Brunetti, partì da La Spezia e, dopo una tappa a Trapani fino al 16, raggiunse il 21 la baia di Menelao ed il Golfo di Bomba (Cirenaica) dove si trovavano la torpediniera Calipso (con gli equipaggi degli SLC) e la nave appoggio Monte Gargano. Alcuni aerei britannici, di ritorno da un'incursione, avvistarono le navi italiane e fu deciso l'invio di un ricognitore; al rientro del velivolo tre aerosiluranti Fairey Swordfish attaccarono le navi nel golfo di Bomba. Uno dei siluri centrò l’Iride, che affondò in pochi istanti: il comandante Brunetti, due uomini della X Flottiglia MAS e alcuni marinai furono sbalzati in acqua, altri due membri dell'equipaggio – il secondo capo Michele Antinoro ed il cannoniere Flavio Torracca – rimasero uccisi ed il resto dell'equipaggio affondò con il sommergibile. Gli operatori della X MAS – fra cui Luigi Durand de la Penne, Elios Toschi, Gino Birindelli e Teseo Tesei – s'immersero sul relitto e scoprirono che due sottufficiali e sette marinai erano ancora vivi, intrappolati in uno dei compartimenti di poppa. Supportati anche da un palombaro inviato da Tobruk (Germano Gobbi) riuscirono a salvare cinque marinai (altri due morirono per embolia, mentre i due sottufficiali annegarono in un tentativo di uscire prima del dovuto). In tutto i morti dell’Iride furono 33. Il relitto del sommergibile, semidistrutto poi con cariche di profondità, giace a su un fondale di 18 metri.

### Malachite
Impostato il 31 giugno 1935 nei cantieri Odero Terni Orlando di La Spezia, fu varato il 30 luglio 1936 ed entrò in servizio il 6 novembre dello stesso anno. Il 24 giugno 1940 individuò un convoglio che non poté attaccare perché troppo lontano. Il 15 dicembre fu attaccato da un aereo ma riuscì a respingerlo. Il 14 febbraio 1941 avvistò un'unità militare e cercò di avvicinarsi, ma non ci riuscì per l'eccessiva distanza e la grande velocità della nave. Il 19 marzo lanciò due siluri contro un incrociatore, mancandolo. Il 14 aprile cercò di attaccare un grosso convoglio ma fu respinto dalla scorta. Il 3 luglio avvistò l'incrociatore leggero HMS Phoebe con due cacciatorpediniere di scorta e cercò di silurarlo, infruttuosamente, anche se fu avvertito uno scoppio; alcune fonti ritengono che sia stato colpito uno dei caccia. Il 24 novembre 1942 penetrò nella rada di Philippeville e lanciò una coppiola di siluri contro tre piroscafi e altri due contro una nave cisterna; furono sentiti gli scoppi di tutti i siluri. Secondo alcune fonti i britannici confermarono nel dopoguerra il danneggiamento di alcune unità; secondo altre non ci sono invece mai state conferme. Il 22 gennaio 1943 lanciò quattro siluri contro un convoglio udendo due violenti scoppi, ma non vi sono mai state conferme. Il 2 febbraio 1943, al comando del t.v. Alpinolo Cinti, partì da Cagliari per una missione speciale: il trasporto e lo sbarco di un gruppo di undici incursori del Battaglione «San Marco» nei pressi di Capo Matifou (Algeria). Il Malachite, portatosi in prossimità della costa nella notte tra il 5 ed il 6 febbraio, sbarcò i sabotatori nella serata del 6 (prima ciò era stato impossibile causa il maltempo) e ne aspettò inutilmente il ritorno fino alle 6.30 dell'indomani, quando dovette ripartire per Cagliari. Verso le undici del 9 febbraio, durante la navigazione di rientro, fu avvistato dal sommergibile olandese Dolfijn che gli lanciò quattro siluri; evitati i primi tre, fu centrato dal quarto e affondò di poppa nel giro di un minuto, portando con sé un ufficiale e 34 fra sottufficiali e marinai, mentre il comandante Cinti, altri tre ufficiali e 9 fra sottufficiali e marinai, sbalzati in mare, furono tratti in salvo da imbarcazioni accorse poco dopo. Il Malachite aveva svolto sino ad allora 36 missioni. Il relitto del sommergibile è stato individuato nel 1999 a 123 metri di profondità, tre miglia a sud di Capo Spartivento.

### Onice
Impostato il 27 agosto 1935 nei cantieri Odero Terni Orlando di La Spezia, fu varato il 15 giugno 1936 ed entrò in servizio il 1º settembre del medesimo anno. Partecipò clandestinamente alla guerra di Spagna e dal settembre 1937 al febbraio 1938 prestò servizio, con sigla L. 4 e nome Aguilar Tablada, nella Legione spagnola. Il 28 settembre 1940 si scontrò con l'avviso scorta Diana nel porto di Messina, necessitando di riparazioni poi effettuate presso i Cantieri del Quarnaro. L'8 marzo 1941 lanciò due siluri contro un incrociatore nel Canale di Caso, mancandolo. Il 21 maggio, più o meno nella stessa zona, lanciò tre siluri contro altrettanti cacciatorpediniere, ma ancora senza risultati. Il 10 ottobre 1941 ebbe uno scontro, con lancio di siluri e fuoco d'artiglieria, con un sommergibile britannico; scontro che si concluse però con un nulla di fatto. Il 16 marzo 1942 fu attaccato con un siluro da un sommergibile nemico, ma riuscì a evitare l'arma e a obbligare l'unità nemica ad allontanarsi. Il 28 aprile attaccò un sommergibile ma con esito negativo. All'armistizio si consegnò agli Alleati a Malta. Il 7 ottobre 1943, con altri sommergibili, fu impiegato per produrre energia elettrica per il porto di Napoli. Durante il conflitto 1940-1943 aveva svolto venti missioni trascorrendo 251 giorni in mare; nel corso della cobelligeranza effettuò poi 128 missioni addestrative. Il 1º febbraio 1948 fu radiato e quindi avviato alla demolizione.

### Perla

Il Perla

Impostato il 31 agosto 1935 nei CRDA di Monfalcone, fu varato il 3 maggio 1936 ed entrò in servizio l'8 luglio dello stesso anno. Nella primavera 1939 effettuò una crociera in Oceano Indiano unitamente al Gemma, per verificare le capacità dei sommergibili del tipo in quelle acque; l'esito fu piuttosto deludente. Nell'estate dello stesso anno fu impiegato per verificare l'efficacia di un sistema di lancio dei siluri «senza bolla» (che evitasse, cioè, la fuoriuscita di grosse bolle d'aria durante il lancio dei siluri: questo problema facilitava l'individuazione del sommergibile e poteva anche provocare problemi di assetto), con esito soddisfacente. All'inizio della seconda guerra mondiale, inquadrato nella LXXXII Squadriglia Sommergibili, aveva base a Massaua (Eritrea) e operò in Mar Rosso. Il 19 luglio 1940, al comando del t.v. Mario Pouchain, lasciò Massaua per la sua prima missione. Tuttavia le elevate temperature resero gli angusti ambienti del sommergibile invivibili: l'apparato per l'aria condizionata non funzionava e Pouchain ordinò di smontarlo per controllarlo. Nel corso di questa operazione, si ebbero perdite di cloruro di metile, che provocarono l'intossicazione dapprima di quattro uomini e poi di un numero sempre crescente. Il 23 il Perla raggiunse la zona assegnata in condizioni disperate: il comandante in seconda t.v. Renzo Simoncini era impazzito così come molti altri marinai, molti davano segni di delirio o follia anche pericolosi, lo stesso Pouchain era intossicato così come la maggior parte dell'equipaggio; la temperatura all'interno del sommergibile era di 64 °C. Ricevuto l'ordine di rientrare, il Perla si diresse verso Massaua in condizioni molto precarie: metà dell'equipaggio era in stato di intossicazione grave; il 26 si ebbe una prima vittima e gli otto decimi dell'equipaggio risultavano intossicati. Il sommergibile fu attaccato dalla cannoniera HMS Shoreham e costretto all'immersione, riportando qualche danno per le bombe di profondità; riemerso, finì incagliato. Da Massaua partirono in soccorso i cacciatorpediniere Leone e Pantera e la torpediniera Giovanni Acerbi; il Leone dovette però tornare indietro per un guasto e le altre due navi furono fatte rientrare alla notizia che una superiore formazione nemica (l'incrociatore leggero Leander ed i caccia Kingston e Kandahar) era diretta verso il Perla.. Il Kingston, avvicinatosi al sommergibile, aprì il fuoco; il Perla tentò di reagire col cannone, che però smise di funzionare al secondo colpo. Pouchain ordinò di eliminare i documenti segreti e abbandonare l'unità: a bordo rimasero lui, un guardiamarina ed il marinaio elettricista Arduino Forgiarini, che non aveva voluto abbandonare il sommergibile senza il comandante. Il primo proiettile del Kingston che colpì il Perla uccise Forgiarini (che fu decorato con Medaglia d'oro al valor militare alla memoria) e sbalzò in acqua i due ufficiali; due attacchi di aerei italiani (otto bombardieri Savoia-Marchetti S.M.81) costrinsero il Kingston e le altre unità a ripiegare. Il t.v. Simoncini, l'intossicato più grave fra gli ufficiali, risalì sul sommergibile ormai abbandonato e morì poco dopo; anche fra i naufraghi che avevano frattanto preso terra si ebbero 13 morti per le conseguenze dell'intossicazione, mentre i superstiti, in due gruppi, furono recuperati il 28 ed il 30 rispettivamente dal caccia Daniele Manin e da una spedizione proveniente da Massaua. Il Perla, provvisoriamente riparato, fu poi rimorchiato a Massaua il 20 luglio. Nel gennaio 1941, rendendosi ormai evidente la prossima caduta dell'Africa Orientale Italiana, si decise che i sommergibili, appoggiati da unità rifornitrici tedesche, avrebbero raggiunto Bordeaux, sede di Betasom, la base sommergibilistica italiana in Atlantico; il Perla (come del resto le altre unità) fu modificato per tale viaggio: furono modificati i doppifondi per immagazzinare più carburante ed eliminati i siluri e parte delle munizioni del cannone, nonché altre cose ritenute superflue. Il 1º marzo 1941 il Perla lasciò Massaua al comando del t.v. Bruno Napp; dopo essere passato a est del Madagascar (scampando anche ad un attacco aereo), si rifornì presso la nave corsara tedesca Atlantis, dove l'impresa che un sommergibile del genere stava affrontando destò molta ammirazione nel comandante dell’Atlantis, Bernhardt Rogge. Il Perla percorse poi altre 4000 miglia raggiungendo la nave rifornimento tedesca Nordmark; dopo essere ripartito passò fra le Azzorre e le Canarie e giunse a Bordeaux il 20 maggio: aveva trascorso in mare 81 giorni percorrendo 13.100 miglia. Dopo quattro mesi trascorsi inattivi a Bordeaux, il 20 settembre 1941 il Perla ripartì per rientrare in Mediterraneo, giungendo a Cagliari il 3 ottobre. L'11 maggio 1942 lanciò due siluri contro il posamine veloce HMS Welshman, mancandolo. Il 9 luglio lanciò due siluri contro la corvetta britannica Hyacinth al largo di Beirut, mancandola; la nave inglese danneggiò il Perla con cariche di profondità costringendolo all'emersione. Il comandante t.v. Gioacchino Ventura ordinò di abbandonare il sommergibile e autoaffondarlo; prima che l'unità potesse inabissarsi, però, una scialuppa della Hyacinth raggiunse il Perla e ne bloccò l'autoaffondamento, rimorchiandolo poi a Beirut. Tutto l'equipaggio (tranne il sergente Antonio De Maria, deceduto nello scontro) fu recuperato e quindi catturato dai britannici.. Il Perla, ribattezzato P. 712 e impiegato dalla Royal Navy, fu ceduto alla Marina greca nel 1943 e, con il nuovo nome di Matrozos, prestò servizio sino al 1954, anno della sua radiazione.

### Turchese
Impostato il 29 settembre 1935 nei cantieri CRDA di Monfalcone e varato il 19 luglio 1936, entrò in servizio il 21 settembre del medesimo anno. Il 12 luglio 1940 lanciò tre siluri contro una nave nemica impegnata a posare mine: una delle armi la mancò e le altre due passarono sotto la carena senza scoppiare. In seguito all'armistizio, il 12 settembre 1943 si consegnò agli Alleati a Bona, riportando anche danni gravi in un attacco dal cielo (l'11 settembre). Non più in grado di muovere, non fu riparato e rimase a Brindisi (ove era stato rimorchiato) sino alla radiazione (1º febbraio 1948) e alla successiva demolizione. Aveva svolto in tutto 58 missioni (32 offensive e 26 di trasferimento), navigando per 33.153 miglia.